# 7月29日 (旧暦)
旧暦7月29日は旧暦7月の29日目である。年によっては7月の最終日となる。六曜は大安である。

## できごと
- 嘉祥元年（ユリウス暦848年8月31日） - 平安京で大規模な落雷があり、木工寮・東市司の庁舎や弘文院、賀陽親王・源定・藤原春津らの邸宅が被災する（『続日本後紀』）
- 文治2年（閏7月）（ユリウス暦1186年9月14日） - 源義経の愛妾・静御前が男子を出産するが、頼朝の命により溺殺
- 永享12年（ユリウス暦） - 結城合戦で上杉清方が結城城（茨城県結城市）を囲む
- 天文元年（ユリウス暦1532年8月29日） - 戦乱などの災異のため享禄より天文に改元
- 慶応3年（グレゴリオ暦1867年8月28日） - 土佐藩の中岡慎太郎が京都で倒幕浪士軍陸援隊を組織
- 明治4年（グレゴリオ暦1871年9月13日） - 天津で日清修好条規に調印

## 誕生日
- 寛永2年（グレゴリオ暦1625年8月31日） - 徳川光友、第2代尾張藩主（+ 1700年）
- 享保13年（グレゴリオ暦1728年9月3日） - 徳川宗翰、第5代水戸藩主（+ 1766年）
- 文化9年（グレゴリオ暦1812年9月4日） - 浅野長訓、第11代広島藩主（+ 1872年）
- 弘化3年（グレゴリオ暦1846年9月19日） - 箕作麟祥、官僚・法学者（+ 1897年）

## 忌日
- 正暦4年（ユリウス暦993年8月19日） - 源雅信、宇多源氏の祖（* 920年）
- 治承3年（ユリウス暦1179年9月2日） - 平重盛、武将・平清盛の子（* 1138年）
- 寛文元年（グレゴリオ暦1661年8月23日） - 徳川頼房[1]、初代水戸藩主・徳川家康の十一男（* 1603年）